# 王誥 (弘治進士)
王诰（1469年—？），字天章，號心斋，浙江宁波府奉化县人，民籍，明朝政治人物。

## 生平
弘治八年（1495年）乙卯科浙江鄉試第八十四名舉人。弘治十二年（1499年）中式己未科會試第二百二十七名，三甲第十六名進士。授弋陽知县，调奉新，不数月，诏徵台諫，将至京，倏染暑疾，卒于旅舍。

## 家族
曾祖王文琳，義民；祖王皎；父王濂，義官。母陈氏。具庆下。弟王训。侄子王钫，南京工部尚書。